# Martín Abad Bartolomé
Martín Abad Bartolomé (Quintanar de la Sierra, 6 d'octubre de 1954 - Barcelona, 30 de desembre de 2000) fou un futbolista castellanolleonès format futbolísticament a Catalunya de les dècades de 1970 i 1980.

## Trajectòria
Jugava a la posició d'extrem dret. Format al futbol base català, l'any 1972 fou fitxat pel RCD Espanyol, quan tenia 17 anys. A l'Espanyol no va triomfar, disputant només 11 partits de lliga a Primera l'any 1978, essent cedit la major part del temps que romangué al club. La temporada 1973-74 fou cedit al CE L'Hospitalet, i a continuació jugà amb la UE Sant Andreu a Segona Divisió i al Girona FC. El desembre de 1978, després d'iniciar la temporada a l'Espanyol, fou cedit al CD Tenerife, on complí amb el servei militar. En acabar aquesta temporada fou traspassat al Reial Múrcia CF, club on visqué la seva millor etapa futbolística. Durant quatre temporades al club assolí dos ascensos a primera divisió. El 1983 retornà al CD Tenerife a Segona Divisió i entre 1985 i 1988 jugà al Girona FC a Segona B. Acabà la seva etapa com a futbolista als clubs AEC Manlleu i EC Granollers; amb aquest darrer marcaria el gol núm. 1000 de l'entitat a Regional Preferent. Un cop retirat fixà la seva residència a Alella, i exercí de secretari tècnic al Granollers, així com d'entrenador a diversos equips del Maresme. Va morir a Barcelona el 30 de desembre de l'any 2000 en un partit de veterans de l'Espanyol enfront del Club de Futbol Muntanyesa. L'1 de setembre del 2001 se li va retre un homenatge pòstum al Camp Municipal d'Alella amb un partit de futbol d'antics companys i amics.